# Est-ce à cause du dessin sur l'emballage ?
 (juillet 2025).
Pour plus de détails, voir Fiche technique et Distribution.
Est-ce à cause du dessin sur l'emballage ? (...Is It the Design on the Wrapper?) est un film britannique réalisé par Tessa Sheridan, sorti en 1997.

## Synopsis
Sur un marché, une femme vêtue de couleurs criardes mène un sondage sur la consommation des chewing-gums. Elle interroge une petite fille.

## Fiche technique
- Titre : Est-ce à cause du dessin sur l'emballage ?
- Titre original : ...Is It the Design on the Wrapper?
- Réalisation : Tessa Sheridan
- Scénario : Tessa Sheridan
- Photographie : Gerry Floyd
- Montage : Kristina Hetherington
- Production : Stella Nwimo
- Société de production : Sankofa Film & Video
- Pays :  Royaume-Uni
- Genre : Comédie
- Durée : 8 minutes
- Dates de sortie : 
  - France : mai 1997 (festival de Cannes)

## Distribution
- Sophie McConnell : la sondeuse
- Bianca Nicholas : la fille
- Baz Scanlan : l'homme

## Distinctions
Le film a reçu la Palme d'or du court métrage lors du festival de Cannes 1997.